# Las Ciencias y las Artes
Las Ciencias y las Artes es una pintura al óleo sobre tabla, pintada entre 1607 y 1650.  Tradicionalmente la obra ha sido atribuido al pintor flamenco Adriaen van Stalbemt, pero más recientemente los historiadores del arte han vuelto a atribuir la obra a otro pintor flamenco Hieronymus Francken el Joven.

## Descripción e interpretación
Un grupo de sabios discute alrededor de varias mesas, mientras que el otro grupo de personas contemplan los cuadros que cuelgan de las paredes de la cámara. La obra muestra en el centro a dos personajes contemplando una cuadro que representa la destrucción de obras de arte por los protestantes a finales del siglo XVI. Una mesa de madera, en la parte derecha de la imagen muestra álbumes con grabados, mapas marítimos, escudos, medallas, bares y un globo terrícola.
La pintura tiene la intención de mostrar la protección que el catolicismo en los Países Bajos españoles se hacía de la cultura y de las artes, mientras que en las protestantes Provincias Unidas norteñas esta protección no existía.

## Versiones del cuadro

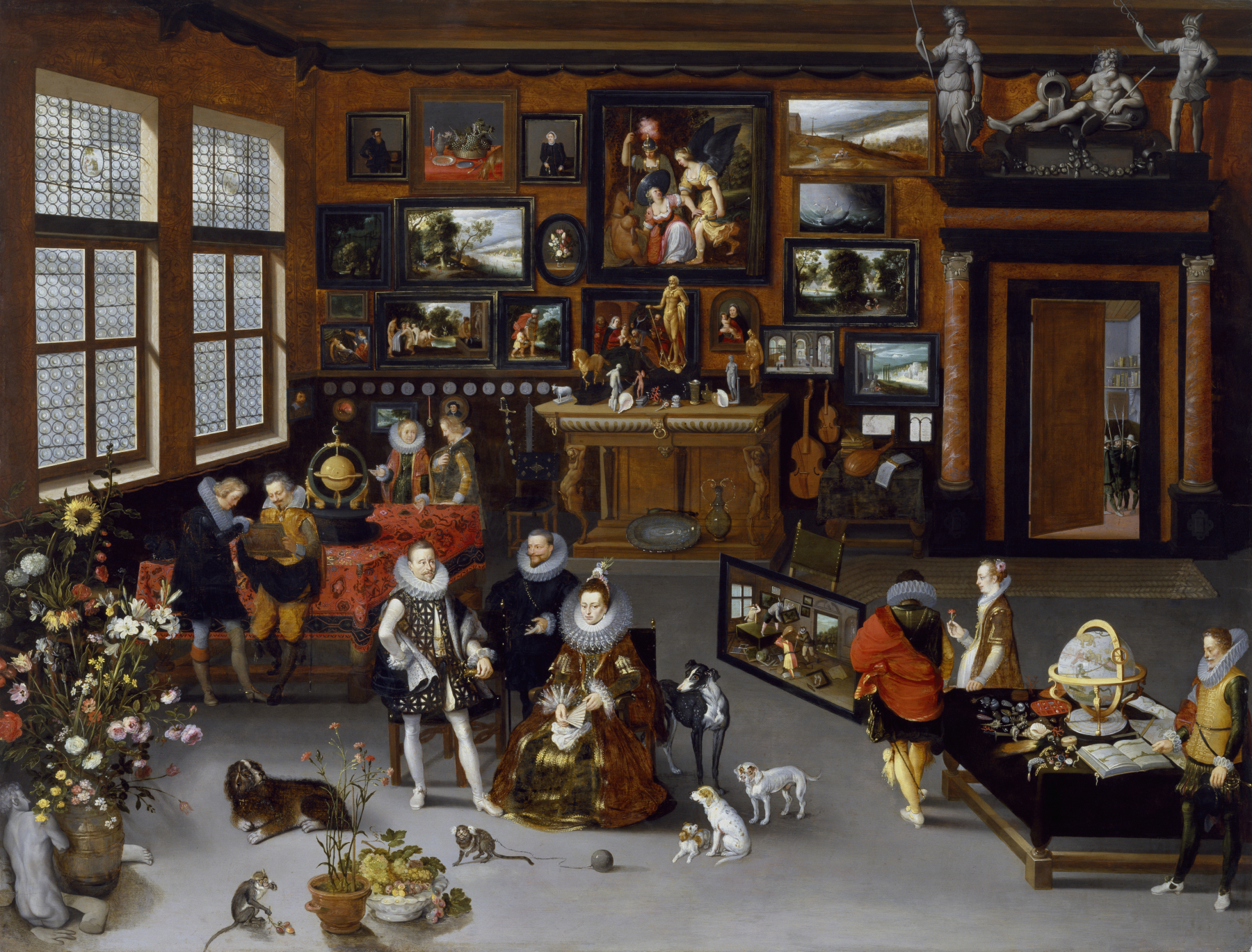
Los archiduques Albert e Isabel visitando un gabinete del coleccionista Jan Brueghel el Viejo.

Hay hasta cinco versiones de esta pintura. Una en el Museo de Prado de Madrid, otra en la Galerie Kugel en París en 1988; la tercera fue registrada en la Hawkins Colección de Londres en 1951, una cuarta versión, a la Galerie de Jonckheere en París en 2002 y la quinta a la Galerie Robert Finck de Bruselas el 1955. Las de Madrid y París han sido atribuidas a Adriaen van Stalbemt y más recientemente a Hieronymus Francken el Joven.